# バラッズ〜ベスト・オブ・スタンダーズ
『バラッズ〜ベスト・オブ・スタンダーズ』は中西保志4枚目のベスト・アルバム。2011年11月2日発売。発売元は徳間ジャパンコミュニケーションズ。

## 解説
2枚組仕様。もう1枚のCDには本作13曲のオリジナル・カラオケが収録されている。これまでに発売された5枚のカバー・アルバムより選曲。

## 収録曲
1. SWEET MEMORIES
2. 夜空ノムコウ
3. Time goes by
4. Missing
5. 雪の華
6. 春よ、来い
7. 接吻
8. 未来予想図II
9. ハナミズキ
10. 少年時代
11. Goodbye Day
12. TSUNAMI
13. 最後の雨2007